# Tired
Tired – singel norweskiego producenta muzycznego Alana Walkera z gościnnym udziałem irlandzkiego piosenkarza Gavina Jamesa wydany 19 maja 2017 roku.

## Lista utworów
- Digital download (19 maja 2017)[1]

1. „Tired” – 3:12

## Produkcja
Singel został wyprodukowany przez Andersa Froena, Alana Walkera, Gunnara Grevea, Fredrika Borcha Olsena i Larsa Kristiana Rosnessa.

## Teledysk
Teledysk do utworu wyreżyserowany przez Aleksandra Halvorsena został opublikowany 18 maja 2017 roku.

## Pozycje na listach i certyfikaty
| Państwo    | Lista (2017–2018)           | Najwyższa pozycja |
| ---------- | --------------------------- | ----------------- |
| Norwegia   | Top 40 Singles              | 5                 |
| Szwecja    | Top 100 Singles             | 21                |
| Węgry      | Single (track) Top 40 lista | 24                |
| Austria    | Singles Top 75              | 35                |
| Szwajcaria | Singles Top 100             | 64                |
| Niemcy     | Top 100 Singles             | 66                |
| Australia  | Top 50 Singles              | 68                |
| Irlandia   | Top 100 Singles             | 78                |
| Francja    | Top 200 Singles             | 79                |

| Państwo  | Certyfikat | Sprzedaż |
| -------- | ---------- | -------- |
| Szwecja  | 2×Platyna  | 80 000   |
| Norwegia | 2×Platyna  |          |
| Polska   | Platyna    |          |